# Grundnetzsender

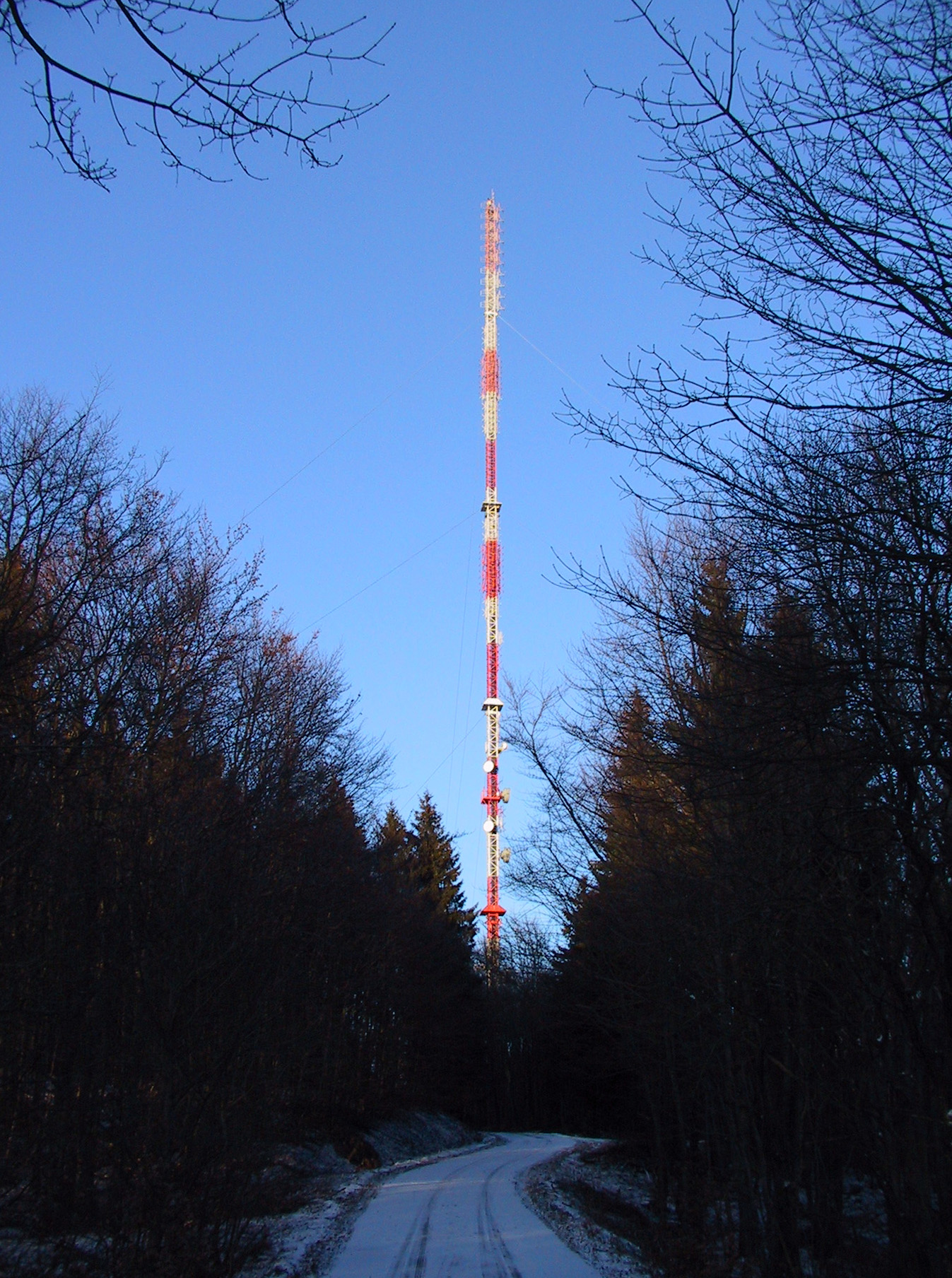
Grundnetzsender Biedenkopf/Sackpfeife

Ein Grundnetzsender ist in der Rundfunktechnik eine Sendeanlage, die ein größeres Gebiet mit einem Programm des Rundfunks auf terrestrischem Wege versorgt. Um dies zu erreichen, befinden sich Grundnetzsender oft an exponierten Standorten mit hohen Antennenträgern und strahlen die Programme mit meist hoher Sendeleistung in die Umgebung ab. Von den Grundnetzsendern nicht in ausreichendem Maße erreichte Gebiete (meist Täler) werden durch Füllsender versorgt.

## Deutschland

### Geschichte
Nach dem Zweiten Weltkrieg wurde die Programmversorgung in der Rundfunkhoheit der Alliierten den Rundfunkanstalten zugewiesen und diese übernahmen in Westdeutschland zuerst die bestehenden Standorte des Großdeutschen Rundfunks und der Deutschen Europa Sender; wie beispielsweise der WDR mit dem Sender Langenberg. Der Ausbau der UKW-Versorgung erforderte wegen der geringeren Reichweite weitere, neue Standorte.
Die später folgende Aufteilung geht auf das 1. Rundfunk-Urteil von 1961 zurück, das u. a. besagt, dass der Betrieb von Rundfunk-Sendeanlagen nicht Aufgabe der Länder, sondern des Bundes (und damit der Deutschen Bundespost) ist. Daher durften die ARD-Rundfunkstanstalten nach 1961 keine eigenen Rundfunksendeanlagen mehr errichten, sondern mussten Anlagen der Deutschen Bundespost nutzen, bereits bestehende durften sie jedoch behalten und weiternutzen. Ähnliches galt für die Sendeanlagen von Europe 1 und AFN, wobei hier auch die Alliierten Vorbehaltsrechte eine Rolle spielten.
Nach einigen Liberalisierungen im Telekommunikationsbereich ist diese Aufteilung inzwischen nur noch historisch bedingt.
Rundfunksendeanlagen befindet sich heute in der Regel im Besitz der jeweiligen ARD-Landesrundfunkanstalt,
- wenn sich der Sendeturm in den alten Bundesländern befindet und
- wenn der Sendeturm vor 1961 erschlossen wurde und
- (nur analoges Fernsehen:) wenn  Das Erste von ihnen ausgestrahlt wird.

Entsprechend gilt: Rundfunksendeanlagen befinden sich in der Regel im Besitz der Deutschen Funkturm (Tochtergesellschaft der Deutschen Telekom),
- wenn sich der Sendeturm in den neuen Bundesländern befindet oder
- wenn sich der Sendeturm in den alten Bundesländern befindet und nach 1961 errichtet wurde oder
- (nur analoges Fernsehen:) wenn ein anderes Programm als Das Erste ausgestrahlt wird (z. B. ZDF, Dritte Programme, private Programme).

Seit der Liberalisierung des Rundfunksektors beschränkt sich der Bund innerhalb seiner Kompetenz nur noch auf die Aufsicht über den Rundfunkbetrieb (über die Bundesnetzagentur), während der Sendebetrieb inzwischen in private Hände übergegangen ist. Die Sendeanlagen der Deutschen Bundespost gingen an die Deutsche Telekom über, welche diese zunächst in die Tochtergesellschaft T-Systems Media & Broadcast eingliederte und diese später verkaufte; die nun Telekom-unabhängige Firma firmiert heute als Media Broadcast.
Aufgrund der Liberalisierung ist es den ARD-Anstalten inzwischen wieder erlaubt, neue eigene Sendeanlagen zu errichten (z. B. Sender Spiesen oder Sender Waldenburg-Friedrichsberg) oder bestehende verstärkt zu nutzen. Bei der Digitalisierung des terrestrischen Fernsehempfangs (DVB-T) seit 2002 wurden dem Bedarf entsprechend die Sendeanlagen der Media Broadcast und der ARD-Anstalten bunt gemischt verwendet.
Ab dem 1. Januar 2016 soll sich diese Situation nach Willen der Bundesnetzagentur ändern, die dazu eine Regulierungsverfügung erlassen hat. Somit dürfen praktisch erstmals auch unabhängige Unternehmen Sender errichten, betreiben oder solche der Media Broadcast mitnutzen.

### Gesamtzahl 1995
Per 1. Januar 1995 gab es für 21 unterschiedliche Programme (1. Programm, 2. Programm, acht 3. Programme, 11 kommerzielle Programme) die folgenden 9285 Fernseh-Grundnetzsender und Fernseh-Füllsender. Die Anzahl der Senderstandorte, beziehungsweise der Antennenträger ist wesentlich geringer, da von einem Standort mehrere Programme auf unterschiedlichen Frequenzen abgestrahlt werden können.
|                   | VHF (Bereich I/III) | VHF (Bereich I/III) | UHF (Bereich IV/V) | UHF (Bereich IV/V) |
|                   | Grundnetzsender     | Füllsender          | Grundnetzsender    | Füllsender         |
| ----------------- | ------------------- | ------------------- | ------------------ | ------------------ |
| 1. Programm       | 42                  | 1386                | 49                 | 1419               |
| 2. Programm       | -                   | 2                   | 101                | 2848               |
| 3. Programme      | -                   | 3                   | 118                | 3049               |
| Private Programme | 9                   | -                   | 259                | -                  |
| Summe             | 51                  | 1391                | 527                | 7316               |

### Verweis auf Standorte von Grundnetzsendern (Auswahl)
Hier sind nur die Grundnetzsender angegeben. Weitere Senderstandorte beispielsweise der Füllsender und Umsetzer sind unter Liste bekannter Sendeanlagen aufgeführt. Dabei wird nicht unterschieden, wie die einzelnen Standorte mit Programmen versorgt werden, beispielsweise durch Breitbandkabel oder über Ballempfang.

#### Anlagen derDeutschen Funkturm
| - Fernmeldeturm Aachen - Aholming - Fernsehturm Angelburg - Belzig-Weitzgrund - Berliner Fernsehturm - Fernmeldeturm Berlin-Schäferberg - Fernmeldeturm Bielefeld-Hünenburg - Sender Bleßberg - Booßen - Brandenkopf - Bremer Fernsehturm - Brocken - Burg - Fernmeldeturm Calau - Casekow - Cremlingen - Deggendorf/Hochoberndorf - Dequede - Donebach - Fernsehturm Dresden - Ehndorf - Europaturm in Frankfurt am Main - Florianturm in Dortmund - Garz/Rügen - Gera-Ronneburg - Geyer - Fernmeldeturm Großer Feldberg - Großer Kalmberg - Habichtswald - Fernmeldeturm Heidelberg - Heidelstein - Helpterberg - Heretsried - Hesselberg - Heubach - Hirschau/Rotbühl - Hirschlanden - Höchsten - Högl | - Sender Hochrhein (nur Hörfunk, kein TV) - Höhbeck - Hohenpeißenberg - Hüfingen - Inselsberg - Jülich - Kölner Fernmeldeturm - Langenbrand - Langenburg - Mainflingen - Marlow - Mudau - Nordkirchen - Nürnberger Fernmeldeturm - Olympiaturm in München - Schinkelturm in Osnabrück - Pfarrkirchen - Pritzwalk - Riegelsberg-Schoksberg - Rostock-Toitenwinkel - Röbel-Woldzegarten - Deilingen bei Rottweil - Schafberg (Löbau) - Fernmeldeturm Schiffdorf - Schweriner Fernsehturm - Stuttgarter Fernmeldeturm - Thurnau - Sender Torfhaus/Harz - Ulm-Ermingen - Wachenbrunn - Wertachtal - Wesel - Wiederau - Wilsdruff - Witzhelden - Würzburg - Zehlendorf - Züssow |

#### Anlagen desSWR
| - Aalen - Bad Mergentheim (Löffelstelzen) - Donnersberg - Eifel - Feldberg - Haardtkopf - Heidelberg (Königstuhl) - Hornisgrinde - Koblenz (Dieblich-Naßheck) - Linz am Rhein | - Mainz-Kastel - Mühlacker - Raichberg - Bodenseesender Rohrdorf - Saarburg - Stuttgarter Fernsehturm - Waldenburg-Friedrichsberg - Weinbiet - Witthoh - Rheinsender Wolfsheim |

#### Anlagen desBR
| - Geisberg - Brotjacklriegel - Büttelberg - Coburg - Dillberg - Gelbelsee - Grünten - Hochberg - Hoher Bogen | - Hohe Linie - Hühnerberg - Ismaning - Kreuzberg - Ochsenkopf - Pfaffenberg - Wendelstein - Würzburg |

#### Anlagen desWDR
- Aachen-Stolberg
- Bonn-Venusberg
- Ederkopf
- Eifel (Bärbelkreuz)
- Hohe Warte
- Kleve
- Langenberg
- Münster-Nottuln
- Nordhelle
- Teutoburger Wald

#### Anlagen desNDR
16 Standorte (NDR-Bezeichnung, ggf. Ort/Gemeinde):
- Aurich (Popens)
- Bungsberg (Bungsberg)
- Cuxhaven (Altenwalde)
- Dannenberg (Zernien)
- Flensburg (Vogelsang)
- Hamburg (Moorfleet)
- Hannover (Hemmingen)
- Harz-West (Torfhaus)
- Heide (Welmbüttel)
- Kiel (Kronshagen)
- Lingen
- Neumünster (Armstedt/Hasenkrug)
- Osnabrück (Engter)
- Stadthagen (Bückeberg)
- Steinkimmen
- Visselhövede

#### Anlagen desHR
- Biedenkopf
- Fulda
- Großer Feldberg
- Habichtswald
- Hardberg
- Hoher Meißner
- Rimberg
- Würzberg

#### Anlagen desSR
- Heusweiler
- Göttelborner Höhe

#### Anlagen desrbb
- Berlin-Scholzplatz

#### Anlagen desDeutschlandradios
- Berlin-Britz

#### Sonstige Anlagen
- Biblis (Radio Free Europe/Radio Liberty)
- Felsberg-Berus (Europe 1)
- Holzkirchen (Radio Free Europe/Radio Liberty, stillgelegt)
- Lampertheim (Radio Free Europe/Radio Liberty)
- Weißkirchen (AFN, nicht zu verwechseln mit dem Sender Weiskirchen des HR)

## Österreich

### Struktur
Grundnetz- und Füllsender für Rundfunk in Österreich sind überwiegend im Eigentum der Österreichischen Rundfunksender (ORS). Die Sender für Privatradio sind entweder im Besitz der Privatsender oder der Telekom Austria. Die Fernmeldetürme für Richtfunk (auch Richtfunkknoten genannt) sind im Besitz der Telekom Austria AG. Es gibt auch gemeindeeigene Füllsender, wenn die Einwohneranzahl an einer exponierten Lage für einen öffentlichen Sender zu gering war.

### Hauptsendeanlagen der ORS
| Name                 | Interner Name | Standort      | Sendeart         |
| -------------------- | ------------- | ------------- | ---------------- |
| Sender Moosbrunn     | MOOSBRUNN     | Moosbrunn     | KW               |
| Sender Kahlenberg    | WIEN1         | Kahlenberg    | UKW, DAB, DVB-T2 |
| Sender Jauerling     | ST.PÖLTEN     | Jauerling     | UKW, DAB, DVB-T2 |
| Sender Lichtenberg   | LINZ1         | Lichtenberg   | UKW, DAB, DVB-T2 |
| Sender Freinberg     | LINZ2         | Freinberg     | UKW, DVB-T2      |
| Sender Schöckl       | GRAZ1         | Schöckl       | UKW, DAB, DVB-T2 |
| Sender Gaisberg      | SALZBURG      | Gaisberg      | UKW, DAB, DVB-T2 |
| Sender Patscherkofel | INNSBRUCK1    | Patscherkofel | UKW, DAB, DVB-T2 |
| Sender Pfänder       | BREGENZ1      | Pfänder       | UKW, DAB, DVB-T2 |
| Sender Dobratsch     | KLAGENFURT1   | Dobratsch     | UKW, DAB, DVB-T2 |
| Sender Himmelhof     | WIEN2         | Himmelhof     | UKW, DVB-T2      |

Am Sender Wien 1 befindet sich die Senderhauptkontrolle, die alle Sendeanlagen der ORS GmbH überwacht, steuert und versorgt. Der Sender Wien 1 selbst wird via Richtfunk vom Funkturm Wien-Arsenal versorgt. Die Uplink-Parabolspiegel für die DVB-S-Versorgung befinden sich beim ORF-Zentrum in Wien.